# 驼背额角蛛
驼背额角蛛（学名：Gnathonarium gibberum）为皿蛛科额角蛛属的动物。分布于日本、朝鲜以及中国大陆的江苏、浙江、安徽、江西、湖北、湖南、四川、陕西等地，常见于稻田和草丛。该物种的模式产地在日本。